# Вагнер, Гюнтер
Гюнтер Вагнер (Günter Paul Wagner; род. 28 мая 1954, Вена) — австрийско-американский эволюционный генетик.
Доктор (1979), профессор Йельского университета, член-корреспондент Австрийской академии наук (1997) и член Национальной АН США (2018).

## Биография
Докторскую степень по зоологии получил в Венском университете в 1979 году. На протяжении шести лет являлся постдоком в Германии в Max Planck Institute for Biophysical Chemistry и Max Planck Institute for Developmental Biology, а также в Гёттингенском университете. Затем в альма-матер начал собственную академическую карьеру. В 1991 году принял предложение полной профессуры на кафедре биологии Йеля, в котором с 1996 по 2001 год заведующий-основатель кафедры экологии и эволюционной биологии (EEB), а в 2010 году перевёл свою лабораторию в Институт системной биологии (SBI) его Западного кампуса (Yale West Campus), ныне именной профессор (Alison Richard Professor) экологии и эволюционной биологии.
Член Американской академии искусств и наук (2010) и Американской ассоциации содействия развитию науки (1997).
Автор книги «Homology, Genes and Evolutionary Innovation» (2014).
Награды и отличия
- Стипендия Мак-Артура (1992)
- Премия Гумбольдта одноименного фонда (2007)
- A.O. Kovalevsky Medal[англ.], St. Petersburg Society of Naturalists (2016)[4]
- Медаль Даниэля Жиро Эллиота НАН США (2018)[5]